# Stiby kyrka

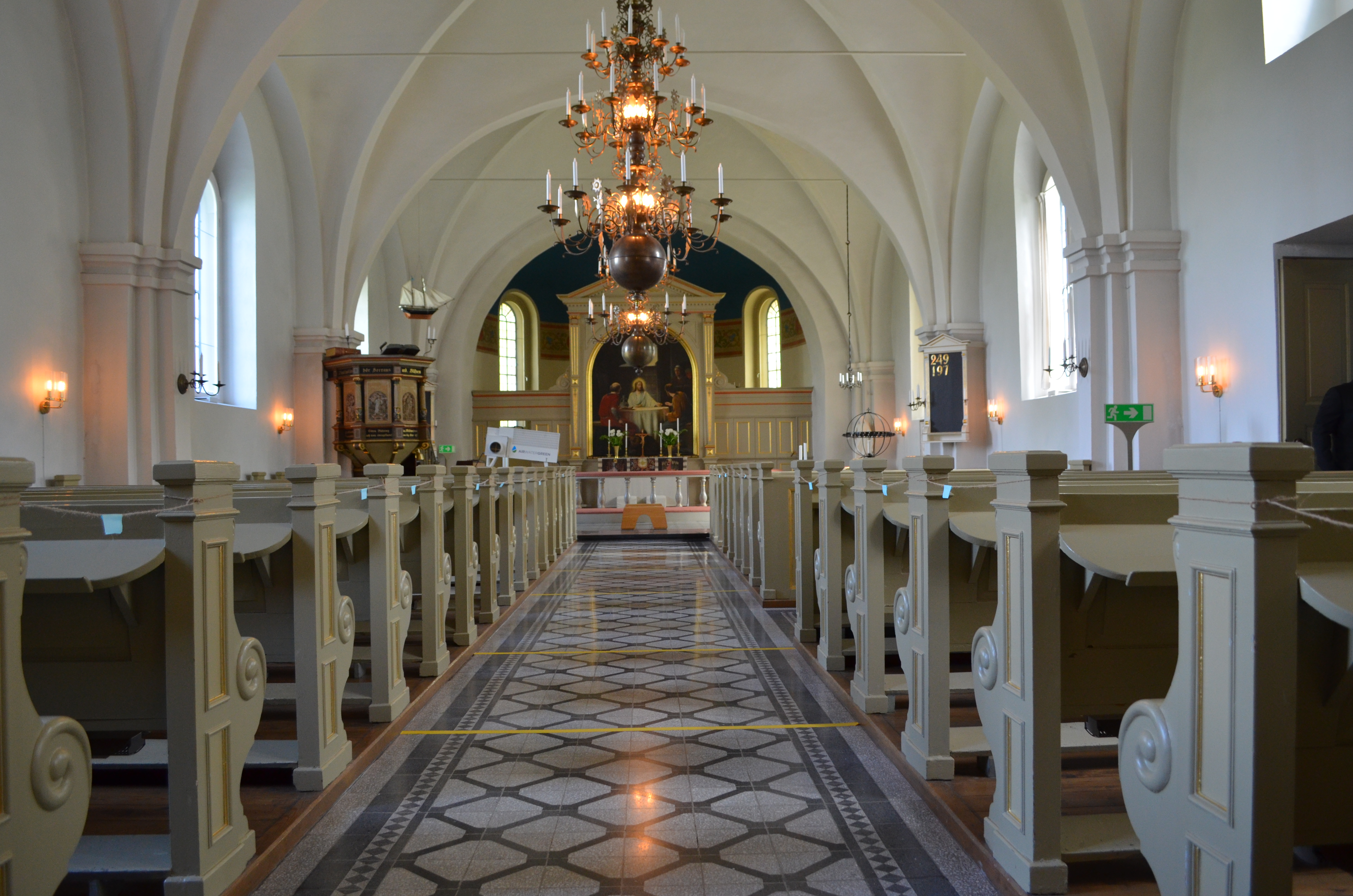
Stiby kyrkas kyrkosal

Stiby kyrka är en kyrkobyggnad i Stiby nära Gärsnäs på Österlen. Den är församlingskyrka i Gärsnäs församling i Lunds stift.

## Kyrkobyggnaden
Innan den nuvarande kyrkan byggdes användes en medeltida kyrka.
Nuvarande kyrka uppfördes 1856 av byggmästare T Ljunggren efter ritningar av murmästare Magnus Cederholm som var bearbetade av arkitekt Johan Adolf Hawerman. Vid bygget återanvändes medeltidskyrkans gråstensmurar. Kyrkan består av långhus med trappgavelstorn i väster och halvrund absid i öster.

## Inventarier
- Två äldre inventarier från den gamla kyrkan finns: predikstolen från 1600-talet och en akvamanil från 1200-talet.
- Altartavlan är en kopia utförd 1887 av August Almén efter Carl Blochs målning i Löderups kyrka. Motivet är "Kristus i Emmaus" (Lukas 24:13-35).
- Nuvarande orgel med 20 stämmor byggdes 1980 av Johannes Künkel.

### Orgel
- 1835 byggde Anders Larsson, Ystad en orgel med 6 stämmor. Orgeln utökades 1885 till 7 stämmor.
- 1931 byggde Olof Hammarberg, Göteborg en orgel med 13 stämmor.
- Den nuvarande orgeln byggdes 1980 av J. Künkels Orgelverkstad AB, Lund och är en mekanisk orgel. Läktaren och orgelfasaden är från 1835 och fanns i gamla kyrkan.

| Huvudverk I   | Svällverk II        | Pedal           | Koppel |
| Principal 8´  | Rörflöjt 8´         | Subbas 16´      | I/P    |
| Gedackt 8'    | Salicional 8'       | Principalbas 8´ | II/P   |
| Oktava 4'     | Principal 4'        | Gedackt 8'      | II/I   |
| Spetsflöjt 4' | Koppelflöjt 4'      | Kvintadena 4'   |        |
| Blockflöjt 2' | Svegel 2'           | Nachthorn 2'    |        |
| Mixtur 4 chor | Sesquialtera 2 chor | Fagott 16'      |        |
|               | Scharf 3 chor       |                 |        |
|               | Krumhorn 8'         |                 |        |
|               | Tremulant           |                 |        |
|               | Crescendosvällare   |                 |        |

### Webbkällor
- Helena Nilsson: Stiby kyrka - läktarunderbyggnad, Antikvarisk kontrollrapport, 2007, Regionsmuseet Kristianstad
- anläggningspresentation
- Wikimedia Commons har media som rör Stiby kyrka.